# Менеджер студії
Менеджер студії, директор студії або керівник студії — назва посади в різних професіях, пов’язаних із медіа, зокрема дизайном, рекламою та телерадіомовленням.

## Дизайн і реклама
До обов’язків керівника дизайнерської чи рекламної студії зазвичай входить управління трафіком, забезпечення розподілу всіх брифів у студії відповідно до навичок і сильних сторін дизайнера, а також забезпечення своєчасного виконання робіт відповідними особами. Керівник дизайн-студії повинен мати відмінні організаторські та комунікативні навички, а також мотивувати свою команду, демонструючи хороші лідерські якості. Керівник повинен добре розуміти, як створювати та розробляти проєктне завдання для досягнення потреб клієнтів та успішного дизайну.
В обов'язки керівника студії входить:
- Розподіл робочого навантаження
- Складання студійних графіків для зустрічей з вищим керівництвом
- Складання дорожньої карти проєктів
- Постійне оновлення розкладу роботи студії
- Контроль та оцінка якості проєкту
- Огляд та аналіз проєкту
- Розробка проєкту
- Консолідація потреб клієнтів
- Оперативний збір табеля обліку робочого часу
- Розуміння того, як працюють дедлайни

## Телебачення і радіо
У контексті радіомовлення керівник студії виконує оперативну роль у радіомовленні, забезпечуючи виробництво програм на високому технічному рівні.
В основному менеджери студії залучені до роботи зі студійним обладнанням. Це, як правило, мікшерний пульт разом із допоміжним обладнанням, таким як кодеки ISDN, пристрої відтворення та запису, телефонні та VoIP-адаптери.
Конкретний характер роботи студійного менеджера залежатиме від характеру його роботи, але основна функція зазвичай полягає в тому, щоб забезпечити правильне «збалансування» програми. Для мовних програм це, як правило, означає, що кожного учасника має бути чутно з однаковою гучністю. Бажаний музичний баланс відображає звук виступу; для оркестрового відтворення кожен інструмент має звучати на правильній відносній гучності, а для стереопрограм – у «правильній» позиції в оркестрі.
У Бі-Бі-Сі студійні менеджери широко залучаються в роботу над новинами, драматичними серіалами й музичними програмами наживо.
Студійний менеджер також може бути відомий як оператор, технічний оператор, TechOp або фасилітатор, особливо за межами Бі-Бі-Сі.  Приблизно в 1970 році BBC використовувала термін «Програмний помічник з операцій» або POA.